# 馬蹄冰原島峰
81°52′S 158°25′E / 81.867°S 158.417°E
馬蹄冰原島峰（英語：Horseshoe Nunatak）是南極洲的冰原島峰，位於奧次地，處於霍斯金斯山以西9公里，屬於邱吉爾山脈的一部分，由新西蘭探險隊繪入地圖和命名，現時由南極條約體系管理。